# Dimetylsulfat
Dimetylsulfat är en ester av metanol och svavelsyra med formeln (CH3)2SO4.

## Egenskaper
Dimetylsulfat är en mycket giftig, färglös vätska. Den är i stort sett luktfri och kan tränga igenom huden. Dimetylsulfat är löslig i metanol, metylenklorid och aceton. I kontakt med vatten sönderfaller det i metanol och svavelsyra. 

## Framställning
Eftersom dimetylsulfat är en ester så kan det framställas genom att reagera en alkohol (metanol – CH3OH) med en syra (svavelsyra – H2SO4).
{\displaystyle {\rm {2\ CH_{3}OH+H_{2}SO_{4}\rightarrow (CH_{3})_{2}SO_{4}}}}
Industriell produktion sker dock oftast av dimetyleter ((CH3)2O) och svaveltrioxid (SO3).
{\displaystyle {\rm {(CH_{3})_{2}O+SO_{3}\rightarrow (CH_{3})_{2}SO_{4}}}}

## Användning
Dimetylsulfat används för att metylera andra organiska föreningar, till exempel fenyler, aminer och tioler.